# Натан ДеТрейсі
Натан ДеТрейсі (англ. Nathan DeTracy, 1978) — американський бодібілдер, професіонал IFBB, учасник конкурсу «Чемпіонат Лос-Анджелесу: фігура&фітнесс».
У 2007 році зайняв 7-ме місце в Чемпіонаті Лос-Анджелесу: фігура&фітнесс. У 2008 році ДеТрейсі змінив систему тренувань і схуд для змагання у середній вазі. Зміна тренувань окупилася коли він зайняв перше місце на Чемпіонаті США NPC (середня вага). Картку професіонала отримав у 2009 році після того як зайняв перше місце (у середній вазі) на Нашіоналс 2009.
Окрім занять бодібілдингом Натан — власник залу Evolution Fitness в Бельв'ю, штат Вашингтон. Також доволі часто позує на відкритих виставках бодібілдингу і фітнесу.